# Rio Limarí

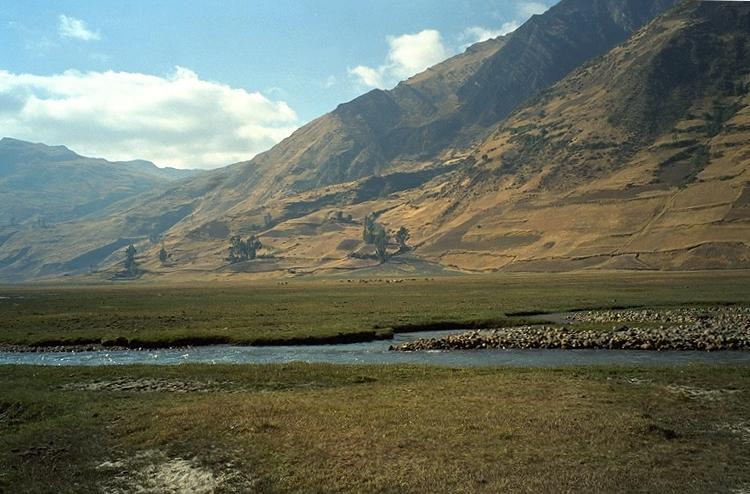
Nascente do Rio Limari

O Rio Limarí é um rio sul-americano que banha o Chile. localizado na região de Coquimbo. Cerca de 4 km a leste da cidade de Ovalle . O curso inferior do rio faz fronteira com a porção sul do Parque Nacional Bosque Fray Jorge.